# Orobanche du tournesol
Orobanche cumana
Espèce
L'Orobanche du tournesol (Orobanche cumana) est une espèce de plantes dicotylédones parasites de la famille des Orobanchaceae.

## Taxonomie
Synonymes
Selon  Catalogue of Life (17 février 2015) : 	
- Orobanche arenaria Bieb.,
- Orobanche bicolor C.A. Mey.,
- Orobanche bicolor Leder.,
- Orobanche cernua var. bicolor DC.,
- Orobanche cernua var. cumana (Wallr.) G. Beck,
- Orobanche cernua subsp. cumana (Wallr.) J. Dostál,
- Orobanche cernua subsp. cumana (Wallr.) Soó,
- Orobanche cumana f. densior G. Beck,
- Orobanche cumana f. holosepala G. Beck,
- Orobanche cumana subsp. parviflora Kotov,
- Orobanche cumana f. taurica G. Beck,
- Orobanche cumana f. tenuisepala G. Beck,
- Orobanche cumana f. valens G. Beck,

## Lutte contre l'espèce
Cette orobanche, originaire du bassin méditerranéen, parasite les racines du tournesol (Helianthus annuus). Elle peut causer des dégâts importants sur les cultures de tournesol, il est donc utile de s'en prémunir. Le tournesol est de plus en plus parasité par cette plante spécifiquement liée au tournesol, source de dégâts agricoles en Europe, en Asie, et depuis peu dans certaines régions africaines ; elle devient un facteurs limitant de cette culture en Europe. La parasitose se traduit par une perte de biomasse, une floraison retardée et une diminution de la taille des capitules.